# Pseudosympodomma persicum
Pseudosympodomma persicum is een zeekommasoort uit de familie van de Bodotriidae. De wetenschappelijke naam van de soort is voor het eerst geldig gepubliceerd in 2005 door Corbera, Tirado & Martin.